# Liebe im Mai
Liebe im Mai ist ein österreichischer Stummfilm aus dem Jahre 1928 von Robert Wohlmuth mit Igo Sym in der Hauptrolle. 

## Handlung
Der Fürst eines namentlich nicht genannten, aufgrund seiner geringen Größe weitgehend unbedeutenden Duodezstaates ist in großer Sorge: Sein Land ist notorisch pleite, und daher muss unbedingt eine Geldquelle her. Somit befindet der greise Herrscher, dass sein gutaussehender, bislang aber nicht eben Verantwortung zeigender Sohn eine vermögende Prinzessin namens Anastasia ehelichen soll. Der Filius denkt aber gar nicht daran und verlustiert sich lieber auch weiterhin mit einer jungen Dame, die nicht unbedingt als standesgemäß angesehen wird. Der Monarch hat angesichts dieser Renitenz des Juniors die Nase voll und ordnet an, dass der Erbprinz zehn Tage Festungshaft an treten soll, auf dass dieser sein Verhalten überdenke möge. Prinz Otto fällt auch dazu etwas ein. Statt seiner rückt nun nach einiger Überredungskunst sein fester Freund, Baron Niki, hinter die Festungsmauern ein. Während Niki Ottos Strafe abbrummt, dankt der Prinz seinem Kumpel diese Gefälligkeit denkbar schlecht: Der lernt in der Zwischenzeit eine hübsche Blondine kennen, in die er sich sofort verliebt. Otto ahnt nicht, dass es sich dabei um Nikis Freundin handelt. Die wiederum hört eines Tages von den zahlreichen Amouren des jungen Mannes und glaubt durch ein Missverständnis, dass Ottos Damenverschleiß in Wahrheit der ihres Nikis ist.
Aus diesem Grund lässt sie dem wirklichen Niki einen Brief zukommen, in dem sie ihm, zutiefst betrübt, erklärt, dass sie nicht mehr länger mit ihm zusammen sein wolle. Als wären die Dinge nicht schon kompliziert genug, erweist sich der Vater von Nikis (nunmehr Ex-)Freundin als Gesandter eben desjenigen Landes, aus dem die finanziell potente Prinzessin Anastasia kommt, die Prinz Otto heiraten soll. Baron Niki versteht nicht, warum ihm seine Freundin (brieflich) den Laufpass gegeben hat und türmt daher aus der Festungshaft, um sich mit seiner nunmehrigen Ex auszusprechen. Der leicht vertrottelte Festungskommandant wiederum hat nicht die geringste Ahnung, dass sein entfleuchter prinzlicher Edelhäftling in Wahrheit dessen Freund war. Um sich zu erklären, wird er zur Residenz seines durchlauchtigsten Fürsten zitiert. Der Kommandant ahnt nicht, dass sein geflohener Häftling gleich nebenan im Abteil sitzt. Nach einigen weiteren Konfusionen Ende macht Niki seinem Freund Otto schließlich klar, dass er diesmal ausnahmsweise seinen Kopf nicht durchsetzen könne, sondern in den sauren Apfel beißen und die für ihn aus Gründen der Staatsräson vorgesehene Braut heiraten müsse. So endet die Liebe im Mai ohne Happy End.

## Produktionsnotizen
Gedreht von Ende Mai bis Anfang Juli 1928, wurde Liebe im Mai am 27. August 1928 offiziell uraufgeführt, einige Tage zuvor gab es eine interne Vorführung. Massenstart war am 4. Jänner 1929. Die Länge des mit Jugendverbot belegten Sechsakters betrug etwa 2000 Meter. 
Die Filmbauten entwarfen Artur Berger und Emil Stepanek. Die Aufnahmeleitung übernahm Arthur Gottlein.

## Kritiken
Die Österreichische Film-Zeitung nannte Liebe im Mai ein „sehr hübsches und geschickt gearbeitetes, mit ungemein wirksamen Einfällen versehenes Lustspiel“.
Das Kino-Journal bezeichnete den Film als „eine reizende Pikanterie aus dem Wien von gestern“, befand, dass Regisseur Wohlmuth „mit diesem Film wieder einmal eine Bestätigung seiner Talente gegeben“ habe und lobte überdies den Kameramann Nikolaus Farkas, der diesen Film „mit großem Geschick photographiert und bei vielen Motiven aus Wiens Umgebung sehr poetische malerische Wirkungen erzielt“ habe.
Die kommunistische Arbeiter-Zeitung wütete gegen den Streifen und nannte ihn so „humorlos … wie eine neblige Novembernacht“. Fazit: „Die Regie dieses Kitschfilms ist ganz erbärmlich; sie besteht aus einer einzigen Reihe an Patzereien. Herrn Wohlmuth fehlt es nicht nur an Geschmack und Gefühl für Wirkung, es fehlt ihm auch ganz an filmischem Empfinden. (…) Auch der Photograph Nikolaus Farkas versagt vollkommen. Von den Darstellern ist nur Hugo Thimig wirklich gut.“